# The Genus Banksia L.f. (Proteaceae)
The Genus Banksia L.f. (Proteaceae) est le titre d'une monographie publiée en 1981 par le botaniste australien Alexander Segger George sur la taxonomie des plantes du genre Banksia. Publiée par l'Herbier d'Australie occidentale dans le journal de systématique botanique, Nuytsia, elle représentait la première révision importante du genre depuis la Flora Australiensis de George Bentham en 1870.
Un des apports les plus importants de l'ouvrage The Genus Banksia L.f. (Proteaceae) fut la publication de dix nouvelles espèces et de neuf nouvelles variétés de Banksia. Ces nouveaux taxons étaient les suivants :
- Banksia aculeata (Prickly Banksia)
- Banksia chamaephyton (Fishbone Banksia)
- Banksia conferta (Glasshouse Banksia) (et par conséquent aussi l'autonyme B. conferta var. conferta, maintenant Banksia conferta subsp. conferta)
- B. conferta var. penicillata (maintenant Banksia conferta subsp. penicillata)
- Banksia cuneata (Matchstick Banksia)
- B. ericifolia var. macrantha (maintenant Banksia ericifolia subsp. macrantha)
- Banksia gardneri var. brevidentata
- Banksia gardneri var. hiemalis
- Banksia grossa (Coarse Banksia)
- B. integrifolia var. aquilonia (maintenant Banksia aquilonia)
- Banksia lanata (Coomallo Banksia)
- B. littoralis var. seminuda (maintenant Banksia seminuda)
- B. meisneri var. ascendens (maintenant Banksia meisneri subsp. ascendens)
- Banksia micrantha
- B. nutans var. cernuella
- Banksia plagiocarpa (Dallachy's Banksia)
- Banksia saxicola (Grampians Banksia)
- Banksia scabrella (Burma Road Banksia)
- Banksia sphaerocarpa var. caesia
- Banksia sphaerocarpa var. dolichostyla
- Banksia telmatiaea (Swamp Fox Banksia)

En outre, B. sphaerocarpa var. glabrescens fut redécrite comme Banksia incana et B. quercifolia var. integrifolia comme Banksia oreophila. B. collina et B. cunninghamii furent reléguées au rang de variété, respectivement B. spinulosa var. collina et B. spinulosa var. cunninghamii.
George proposa ultérieurement une nouvelle classification infragénérique des Banksias, redéfinissant certaines des sections existantes, rétrogradant les sections Banksia sect. Cyrtostylis et Banksia sect. Orthostylis de Bentham aux séries Banksia ser. Cyrtostylis et Banksia ser. Orthostylis respectivement, et publiant six nouvelles séries :
- Banksia ser. Coccineae (maintenant Banksia sect. Coccineae)
- Banksia ser. Grandes
- Banksia ser. Tetragonae
- Banksia ser. Spicigerae
- Banksia ser. Prostratae
- Banksia ser. Crocinae

Cette classification fut largement acceptée et est pour l'essentiel celle encore en usage aujourd'hui.
Enfin, ayant examiné les spécimens historiques aux jardins botaniques royaux de Kew et ailleurs, George publia les lectotypes de la plupart des taxons préexistants de Banksia.